# Dispositie (psychologie)
Dispositie (Latijn: disponere, iets klaar zetten) is een emotionele staat waarin een persoon ontvankelijk wordt voor iets. Iemand die tot iets is gedisponeerd, is daartoe bereid of beschikbaar.
Er is hierbij sprake van absolute vrijwilligheid. Een professioneel hulpverlener moet kunnen spelen met de gedragsdisposities van de cliënt en de professioneel hulpverlener moet vervolgens kiezen uit een
repertoire van gespreksvaardigheden om goed in te kunnen spelen op de bereidheid van een cliënt.